# Jagtgården i Trend
Jagtgården i Trend er en lystejendom nær Strandby og Farsø i Vesthimmerland, som daværende kronprins Frederik og kronprinsesse Ingrid modtog i bryllupsgave i 1935. Parret tilbragte ofte julen på ejendommen, som tillige dannede rammen om jagtaktiviteter.
|  | Denne artikel om en bygning eller et bygningsværk kan blive bedre, hvis der indsættes et (bedre) billede. Du kan hjælpe ved at afsøge Wikimedia Commons for et passende billede eller lægge et op på Wikimedia Commons med en af de tilladte licenser og indsætte det i artiklen. |

56°49′17.33″N 9°13′7.57″Ø / 56.8214806°N 9.2187694°Ø